# Atletismo nos Jogos Olímpicos de Verão de 1952
Nos Jogos Olímpicos de Verão de 1952 em Helsinque, 33 eventos do atletismo foram realizados, sendo 24 masculinos e 9 femininos.

## Medalhistas
Masculino
| Evento                         | Ouro                                                                         | Prata                                                                              | Bronze                                                                       |
| ------------------------------ | ---------------------------------------------------------------------------- | ---------------------------------------------------------------------------------- | ---------------------------------------------------------------------------- |
| 100 metros detalhes            | Lindy Remigino USA Estados Unidos                                            | Herb McKenley JAM Jamaica                                                          | Emmanuel McDonald Bailey GBR Grã-Bretanha                                    |
| 200 metros detalhes            | Andy Stanfield USA Estados Unidos                                            | Thane Baker USA Estados Unidos                                                     | James Gathers USA Estados Unidos                                             |
| 400 metros detalhes            | George Rhoden JAM Jamaica                                                    | Herb McKenley JAM Jamaica                                                          | Ollie Matson USA Estados Unidos                                              |
| 800 metros detalhes            | Mal Whitfield USA Estados Unidos                                             | Arthur Wint JAM Jamaica                                                            | Heinz Ulzheimer GER Alemanha                                                 |
| 1500 metros detalhes           | Josy Barthel LUX Luxemburgo                                                  | Bob McMillen USA Estados Unidos                                                    | Werner Lueg GER Alemanha                                                     |
| 5000 metros detalhes           | Emil Zátopek TCH Checoslováquia                                              | Alain Mimoun FRA França                                                            | Herbert Schade GER Alemanha                                                  |
| 10000 metros detalhes          | Emil Zátopek TCH Checoslováquia                                              | Alain Mimoun FRA França                                                            | Aleksandr Anufriyev URS União Soviética                                      |
| 110 m com barreiras detalhes   | Harrison Dillard USA Estados Unidos                                          | Jack Davis USA Estados Unidos                                                      | Arthur Barnard USA Estados Unidos                                            |
| 400 m com barreiras detalhes   | Charles Moore USA Estados Unidos                                             | Yuri Lituyev URS União Soviética                                                   | John Holland NZL Nova Zelândia                                               |
| 3000 m com obstáculos detalhes | Horace Ashenfelter USA Estados Unidos                                        | Vladimir Kazantsev URS União Soviética                                             | John Disley GBR Grã-Bretanha                                                 |
| Revezamento 4x100 m detalhes   | Dean Smith Harrison Dillard Lindy Remigino Andy Stanfield USA Estados Unidos | Boris Tokaryev Levan Kalyayev Levan Sanadze Vladimir Sukharyev URS União Soviética | László Zarándi Géza Varasdi György Csányi Béla Goldoványi HUN Hungria        |
| Revezamento 4x400 m detalhes   | Arthur Wint Leslie Laing Herb McKenley George Rhoden JAM Jamaica             | Ollie Matson Gene Cole Charles Moore Mal Whitfield USA Estados Unidos              | Günter Steines Hans Geister Heinz Ulzheimer Karl-Friedrich Haas GER Alemanha |
| Maratona detalhes              | Emil Zátopek TCH Checoslováquia                                              | Reinaldo Gorno ARG Argentina                                                       | Gustaf Jansson SWE Suécia                                                    |
| Marcha atlética 10 km detalhes | John Mikaelsson SWE Suécia                                                   | Fritz Schwab SUI Suíça                                                             | Bruno Junk URS União Soviética                                               |
| Marcha atlética 50 km detalhes | Giuseppe Dordoni ITA Itália                                                  | Josef Doležal TCH Checoslováquia                                                   | Antal Róka HUN Hungria                                                       |
| Salto em altura detalhes       | Walter Davis USA Estados Unidos                                              | Kenneth Wiesner USA Estados Unidos                                                 | José da Conceição BRA Brasil                                                 |
| Salto com vara detalhes        | Bob Richards USA Estados Unidos                                              | Donald Laz USA Estados Unidos                                                      | Ragnar Lundberg SWE Suécia                                                   |
| Salto em distância detalhes    | Jerome Biffle USA Estados Unidos                                             | Meredith Gourdine USA Estados Unidos                                               | Ödön Földessy HUN Hungria                                                    |
| Salto triplo detalhes          | Adhemar Ferreira da Silva BRA Brasil                                         | Leonid Shcherbakov URS União Soviética                                             | Arnoldo Devonish VEN Venezuela                                               |
| Arremesso de peso detalhes     | Parry O'Brien USA Estados Unidos                                             | Darrow Hooper USA Estados Unidos                                                   | Jim Fuchs USA Estados Unidos                                                 |
| Lançamento de dardo detalhes   | Cyrus Young USA Estados Unidos                                               | Bill Miller USA Estados Unidos                                                     | Toivo Hyytiäinen FIN Finlândia                                               |
| Lançamento de disco detalhes   | Sim Iness USA Estados Unidos                                                 | Adolfo Consolini ITA Itália                                                        | James Dillion USA Estados Unidos                                             |
| Lançamento de martelo detalhes | József Csermák HUN Hungria                                                   | Karl Storch GER Alemanha                                                           | Imre Németh HUN Hungria                                                      |
| Decatlo detalhes               | Bob Mathias USA Estados Unidos                                               | Milt Campbell USA Estados Unidos                                                   | Floyd Simmons USA Estados Unidos                                             |

Feminino
| Evento                       | Ouro                                                                    | Prata                                                            | Bronze                                                                        |
| ---------------------------- | ----------------------------------------------------------------------- | ---------------------------------------------------------------- | ----------------------------------------------------------------------------- |
| 100 metros detalhes          | Marjorie Jackson AUS Austrália                                          | Daphne Hasenjager RSA África do Sul                              | Shirley Strickland-de la Hunty AUS Austrália                                  |
| 200 metros detalhes          | Marjorie Jackson AUS Austrália                                          | Puck Brouwer NED Países Baixos                                   | Nadezhda Khnykina-Dvalishvili URS União Soviética                             |
| 80 m com barreiras detalhes  | Shirley Strickland-de la Hunty AUS Austrália                            | Maria Golubnichaya URS União Soviética                           | Maria Sander GER Alemanha                                                     |
| Revezamento 4x100 m detalhes | Mae Faggs Barbara Jones Janet Moreau Catherine Hardy USA Estados Unidos | Ursula Knab Maria Sander Helga Klein Marga Petersen GER Alemanha | Sylvia Cheeseman June Foulds Jean Desforges Heather Armitage GBR Grã-Bretanha |
| Salto em altura detalhes     | Esther Brand RSA África do Sul                                          | Sheila Lerwill GBR Grã-Bretanha                                  | Aleksandra Chudina URS União Soviética                                        |
| Salto em distância detalhes  | Yvette Williams NZL Nova Zelândia                                       | Aleksandra Chudina URS União Soviética                           | Shirley Cawley GBR Grã-Bretanha                                               |
| Arremesso de peso detalhes   | Galina Zybina URS União Soviética                                       | Marianne Werner GER Alemanha                                     | Klavdiya Tochenova URS União Soviética                                        |
| Lançamento de dardo detalhes | Dana Zátopková TCH Checoslováquia                                       | Aleksandra Chudina URS União Soviética                           | Elena Gorchakova URS União Soviética                                          |
| Lançamento de disco detalhes | Nina Romashkova URS União Soviética                                     | Yelisaveta Bagriantseva URS União Soviética                      | Nina Dumbadze URS União Soviética                                             |

## Quadro de medalhas

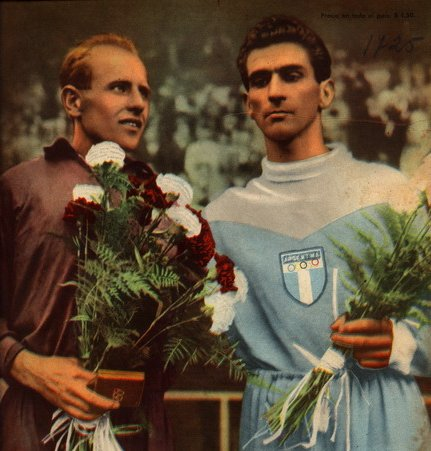
O checo Emil Zátopek (esquerda), medalha de ouro, e o argentino Reinaldo Gorno, medalha de prata na maratona.

| Ordem | País                | Medalha de ouro | Medalha de prata | Medalha de bronze |    |
| ----- | ------------------- | --------------- | ---------------- | ----------------- | -- |
| 1     | USA Estados Unidos  | 15              | 10               | 6                 | 31 |
| 2     | TCH Checoslováquia  | 4               | 1                |                   | 5  |
| 3     | AUS Austrália       | 3               |                  | 1                 | 4  |
| 4     | URS União Soviética | 2               | 8                | 7                 | 17 |
| 5     | JAM Jamaica         | 2               | 3                |                   | 5  |
| 6     | RSA África do Sul   | 1               | 1                |                   | 2  |
| 6     | ITA Itália          | 1               | 1                |                   | 2  |
| 8     | HUN Hungria         | 1               |                  | 4                 | 5  |
| 9     | SWE Suécia          | 1               |                  | 2                 | 3  |
| 10    | BRA Brasil          | 1               |                  | 1                 | 2  |
| 10    | NZL Nova Zelândia   | 1               |                  | 1                 | 2  |
| 12    | LUX Luxemburgo      | 1               |                  |                   | 1  |
| 13    | GER Alemanha        |                 | 3                | 5                 | 8  |
| 14    | FRA França          |                 | 2                |                   | 2  |
| 15    | GBR Grã-Bretanha    |                 | 1                | 4                 | 5  |
| 16    | ARG Argentina       |                 | 1                |                   | 1  |
| 16    | NED Países Baixos   |                 | 1                |                   | 1  |
| 16    | SUI Suíça           |                 | 1                |                   | 1  |
| 19    | FIN Finlândia       |                 |                  | 1                 | 1  |
| 19    | VEN Venezuela       |                 |                  | 1                 | 1  |
| TOTAL | TOTAL               | 33              | 33               | 33                | 99 |